# Rompetrol Rafinare
Rompetrol Rafinare este o companie română, deținută de grupul Rompetrol. Domeniul de activitate al Rompetrol Rafinare (numită anterior Petromidia) este fabricarea produselor obținute din prelucrarea țițeiului. Compania este listată la Bursa de Valori București, Categoria I, având o capitalizare bursieră de peste 2 miliarde RON.
Cifra de afaceri în 2008: 3,4 miliarde dolari